# Mura di Talamone

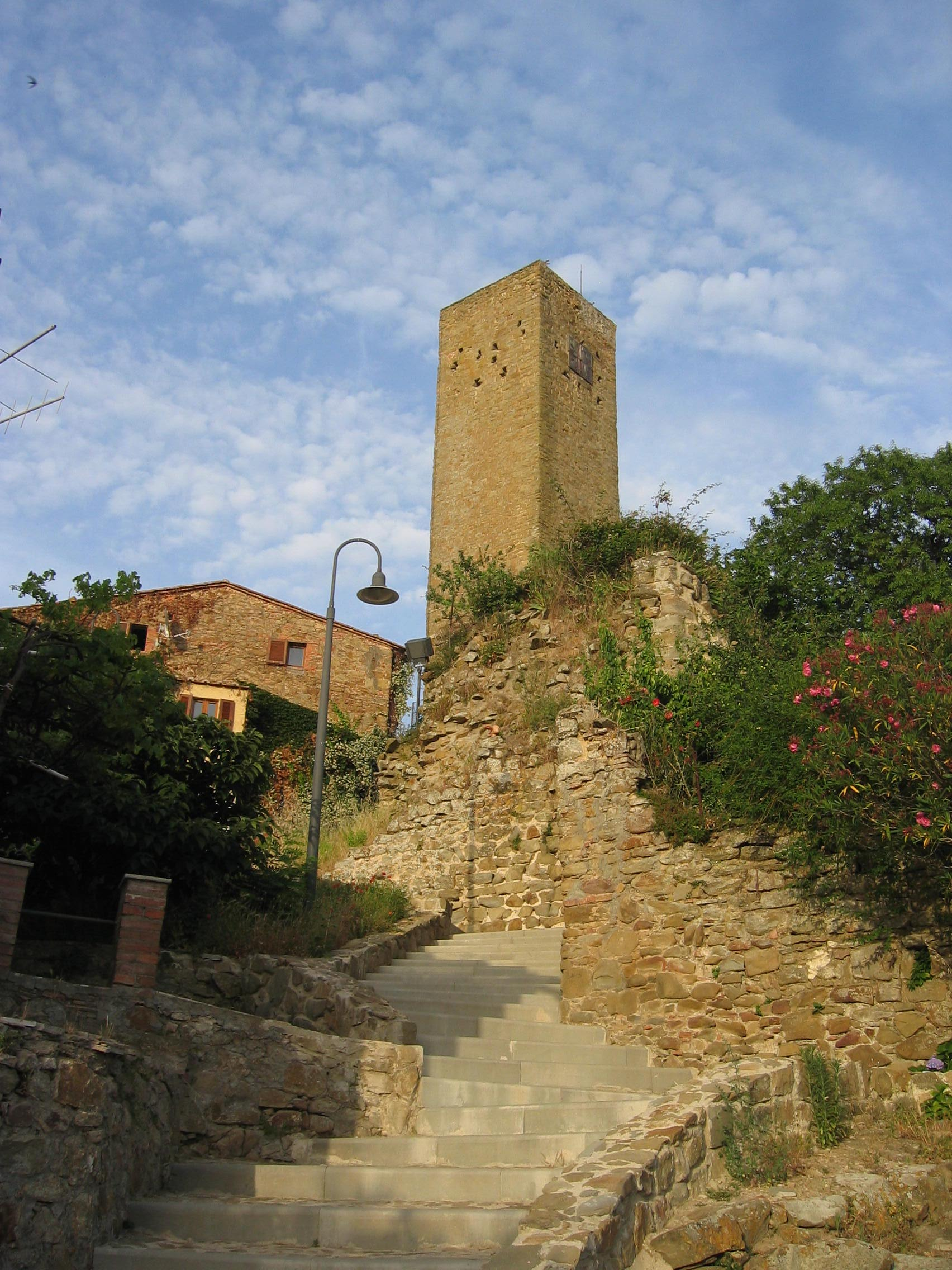
La rocca aldobrandesca

Le mura di Talamone costituiscono il sistema difensivo dell'omonimo borgo della costa tirrenica.

## Storia
La cinta muraria fu eretta dagli Aldobrandeschi nel corso del Duecento; i lavori si svolsero quasi in contemporanea alla costruzione della rocca, situata nel punto più alto del promontorio su cui sorse l'abitato.
Tra il Quattrocento e il Cinquecento, periodo in cui Talamone esperiva il dominio dei Senesi, si verificarono assedi e incursioni provenienti dal mare, che causarono gravi danni anche alla cinta muraria. La prima ristrutturazione iniziò nel 1465 quando furono incaricati per i lavori di restauro i lombardi Elia Mattei, Pietro Giovanni e Giovanni Albini, e proseguì negli anni successivi. Nel 1541 fu l'architetto Antonio Maria Lari a sovraintendere ai lavori, volti a recuperare la struttura difensiva, danneggiata pochi anni prima da una incursione di pirati.
Il cruento passaggio della località allo Stato dei Presidii nel 1559 determinò ulteriori danneggiamenti alla cerchia muraria, che venne ristrutturata e potenziata dagli Spagnoli nel corso dei decenni successivi.
Nell'Ottocento ebbero luogo altri restauri, prima che i bombardamenti della seconda guerra mondiale danneggiassero ulteriormente la struttura. Nella seconda metà del XX secolo si recuperarono dei tratti delle mura che erano rimasti intatti.

## Descrizione
Le mura di Talamone delimitano parzialmente il nucleo storico dell'omonima località.
Si conservano alcuni tratti di cortina muraria a protezione dell'area in cui sorge la Rocca aldobrandesca, che risulta incorporata con le pareti esterne nel circuito murario. Altri tratti di mura si trovano a delimitare il lato orientale del borgo che guarda verso la parte più interna del golfo, ove in alcuni punti risultano incorporate in pareti di edifici. Proprio sul lato est è riportata una citazione del Purgatorio di Dante, che recita:
(Dante, Divina Commedia - Purgatorio Canto XIII)
Le cortine murarie si presentano ovunque rivestite in pietrame, lungo il circuito murario sono addossati i resti di alcune torri che in passato svolgevano funzioni di avvistamento e di guardia.